# Palau Municipal de Castelló de la Plana
El Palau Municipal de Castelló de la Plana és la seu de l'Ajuntament i Consell municipal de la ciutat de Castelló de la Plana (Plana Alta, País Valencià). D'estil barroc, domina la plaça Major, davant de la cocatedral de Santa Maria i el Fadrí.

## Descripció
Es tracta d'un edifici exempt de planta rectangular i tres plantes, amb una escala central que dona accés a les diferents dependències. La façana es compon de tres cossos separats per bandes horitzontals a manera de cornises. La planta baixa compta amb un pòrtic de cinc arcs de mig punt alternats per pilastres toscanes, que continua amb un en els seus laterals. La planta noble es divideix verticalment en cinc, amb pilastres corínties i amb entaulament llis. Compta amb tres balcons, on el central és corregut, i cinc obertures. La tercera planta, de dimensions més reduïdes, se separa de la resta per una cornisa volada, i compta amb cinc balcons senzills flanquejats per pilastres. L'edifici es remata amb una balustrada.
A la primera meitat del segle xix, es va reformar el saló de Sessions i es va realitzar la decoració del sostre amb una pintura al·legòrica de la ciutat de Castelló. A principis del segle xx, es va substituir al pis principal el balcó corregut per uns individualitzats i després de la Guerra Civil espanyola es van reformar les façanes lateral i principal, desapareixent les dues torres dels angles, així com l'ampit de rematada que es va substituir per l'actual balustrada.